# Elvisa
Elvisa je žensko osebno ime.

## Izvor imena
Ime Elvisa je različica moškega osebnega imena Elvis.

## Pogostost imena
Po podatkih Statističnega urada Republike Slovenije je bilo na dan 31. decembra 2007 v Sloveniji število ženskih oseb z imenom Elvisa: 141.

## Osebni praznik
Osebe z imenom Elvisa lahko godujejo takrat kot osebe z imenom Elvis.